# Socis i perdiguers
Socis i perdiguers (títol original: Turner and Hooch) és una pel·lícula estatunidenca dirigida per Roger Spottiswoode, estrenada l'any 1989. Ha estat doblada al català.

## Argument
Turner, policia amb la seva vida ordenada i tranquil·la ha d'adoptar el gos d'un amic mort per criminals. El gos, Hooch,  pertorbarà la vida calmada de Turner, però resulta ser un excel·lent amic.

## Repartiment
- Tom Hanks: Detectiu Scott Turner

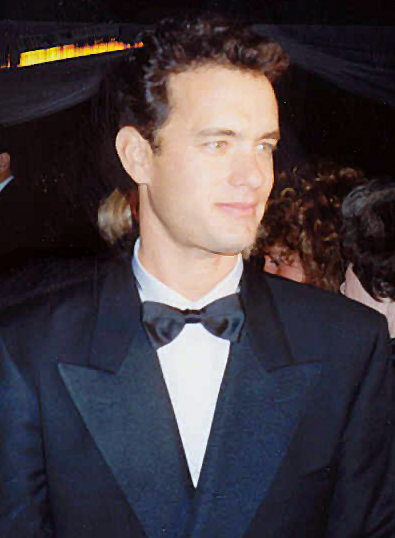
Tom Hanks, actor principal del film, el 1989

- Mare Winningham: Dra. Emily Carson
- Craig T. Nelson: Cap Howard Hyde
- Reginald VelJohnson: Detectiu David Sutton
- Scott Paulin: Zack Gregory
- J. C. Quinn: Walter Boyett
- John McIntire: Amos Reed
- David Knell: Ernie
- Ebbe Roe Smith: Harley McCabe
- Kevin Scannell: Jeff Foster
- Joel Bailey: Ferraday
- Mary McCusker: Katie
- Ernie Lively: El recepcionista del motel
- Eda Reiss Merin: Sra. Remington
- Clyde Kusatsu: Kevin Williams
- Elaine Renee Bush: La caixera

## Premis i nominacions
Premis
- 1990: premi ASCAP per Charles Gross

Nominacions
- 1990: Premi Young Artist pel millor film familiar- Comèdia o musical